# Diaphus schmidti
Diaphus schmidti är en fiskart som beskrevs av Tåning 1932. Diaphus schmidti ingår i släktet Diaphus och familjen prickfiskar. Inga underarter finns listade i Catalogue of Life.